# Jenny Berggren
Pour les articles homonymes, voir Petrén et Berggren.
Jenny Cecilia Petrén, née Berggren le 19 mai 1972 à Göteborg, connue sur scène sous les noms de Jenny Berggren et Jenny from Ace of Base, est une chanteuse suédoise, ancienne membre du groupe suédois Ace of Base. Elle dispose d'une gamme vocale d'un mezzo-soprano dramatique. En 2010, elle fait paraître son premier album solo My Story.

## Carrière
À la fin des années 1980, les sœurs Berggren, avec Johnny Lindén et Nicklas Tränk, forment un groupe de techno appelé Tech Noir. Le groupe devient finalement Ace of Base en 1990. Entre-temps, elle fait des études pour devenir professeure. Ce projet tombe à l'eau lorsque Ace of Base est signé au label danois Mega Records, qui leur permettra de vendre plus de 30 millions d'exemplaires de leurs albums dans le monde. Dans la nuit du 27 avril 1994, Jenny et sa mère sont agressées dans leur maison par une fan furieuse. 
Elle compose de nombreuses chansons pour l'album The Bridge, comme Ravine, une chanson sur son agression, ou encore Wave Wet Sand et Experience Pearls. Pour le troisième album d'Ace of Base publié en 1998 (Cruel Summer pour l'Asie et l'Amérique, et Flowers pour l'Europe), Jenny deviendra la chanteuse principale, sa sœur Linn souhaitant se retirer progressivement…  

### Réunion avec Ace of Base et séparation

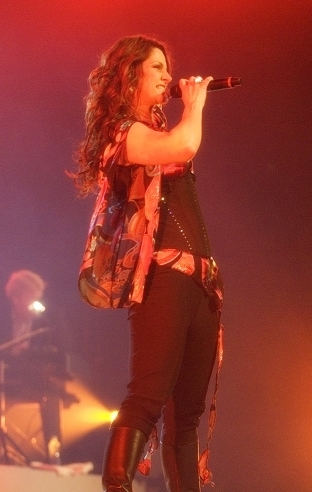
Jenny sur scène en 2008.

Le groupe revient sur le devant de la scène en 2002 avec l'album Da Capo. Il n'y aura quasiment pas de promotion, Linn et Jonas ne participeront pas aux émissions, ni aux concerts du groupe. L'album n'aura malheureusement aucun succès malgré les singles « Beautiful morning » et « Unspeakable ». 
Jenny, Jonas, et Ulf effectuent une série de concerts entre 2007 et 2009 en Europe et en Asie. Pendant leur tournée, ils annoncent un cinquième album studio en développement. Le trio ne signe aucun contrat de distribution, et Jenny, de son côté continue de travailler sur ses chansons en solo. En 2009, Jenny annonce sur son nouveau compte Twitter, de nouvelles chansons pour un album solo,. À cette même période, Ulf et Jonas engagent deux autres chanteuses, Clara Hagman et Julia Williamson,. Lorsque cette annonce attire l'attention des fans, Jonas et Jenny expliquent que ce groupe ne s'appellera pas Ace of Base, mais qu'il fera usage d'un autre nom,,.
Cette formation alternative présente par la suite un nouveau nom : Ace.of.Base. Dans une entrevue avec la télévision suédoise, Ulf explique : « On est toujours appelé Ace of Base. Les points font juste partie du nouveau logo,. » Jenny explique à de nombreuses reprises ne jamais avoir quitté le groupe et déclare, au contraire, que les quatre membres actuels du groupe le sont légalement et par accord avec son frère Jonas. Ces faits sont confirmés par son frère qui explique « Elle [Jenny] n'a jamais officiellement dis Je m'en vais. Mais pour le label, elle était déjà ex membre. Et ils ont annulé son contrat. Mais elle n'a jamais dit Oh, mais je ne veux pas être dans le groupe… ils voulaient quelqu'un d'autre, une nouvelle chanteuse. » À la suite de divergences concernant le nom du groupe, Ulf explique ne « jamais avoir eu de problème avec l'usage du nom même si le line-up entier n'est pas réuni. » Jenny en dit plus sur ce sujet lors d'un entretien le 18 octobre 2010. Elle explique que Jonas et Ulf lui avaient interdit de participer à l'écriture de l'album. « Désormais, je veux que tout soit clair. J'ai accepté de travailler sous certaines conditions, mais ils ne voulaient pas. [...] Ils ne voulaient pas m'intégrer. »

### Carrière solo et autobiographie
Fin 2009, Jenny publie une autobiographie intitulée Vinna hela världen. 
Au réveillon de 2010, Jenny propose un nouveau single intitulé Free Me en téléchargement gratuit. En mai 2010, elle sort son premier single officiel intitulé Here I Am, uniquement disponible via iTunes. Le single atteint la 14e place des classements suédois. Le 15 septembre 2010, est publié son second single Gotta Go. Son premier album My Story sera dans les bacs le 13 octobre 2010. 
Le 3 février, elle annonce qu'elle représentera le Danemark au Concours Eurovision de la chanson 2011 avec sa chanson Let Your Heart Be Mine

### Vie familiale
Le 18 septembre 2004, Berggren épouse son petit ami de longue date Jakob Petrén, un pianiste suédois. Elle met au monde deux enfants, un garçon et une fille

## Discographie

### Albums
| Année | Titre    | Classements |
| Année | Titre    | SUÈ         |
| ----- | -------- | ----------- |
| 2010  | My Story | 48          |

### Singles
| Année | Titre                            | Classement | Classement | Classement | Classement | Album    |
| Année | Titre                            | SUÈ        | FIN        | R-U.       | ALL        | Album    |
| ----- | -------------------------------- | ---------- | ---------- | ---------- | ---------- | -------- |
| 2010  | Free Me (téléchargement gratuit) | -          | -          | -          | -          | My Story |
| 2010  | Here I Am                        | 14         | -          | -          | -          | My Story |
| 2010  | Gotta Go                         | -          | -          | -          | -          | My Story |